# Древній червоний пісковик

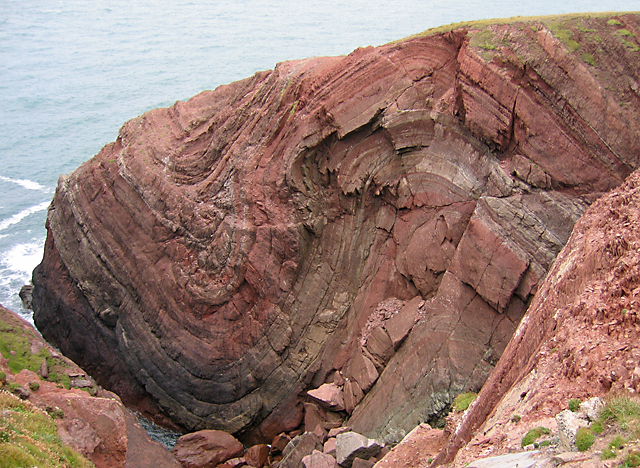
Древній червоний пісковик на заході Уельсу, зім'ятий у складки в карбоні

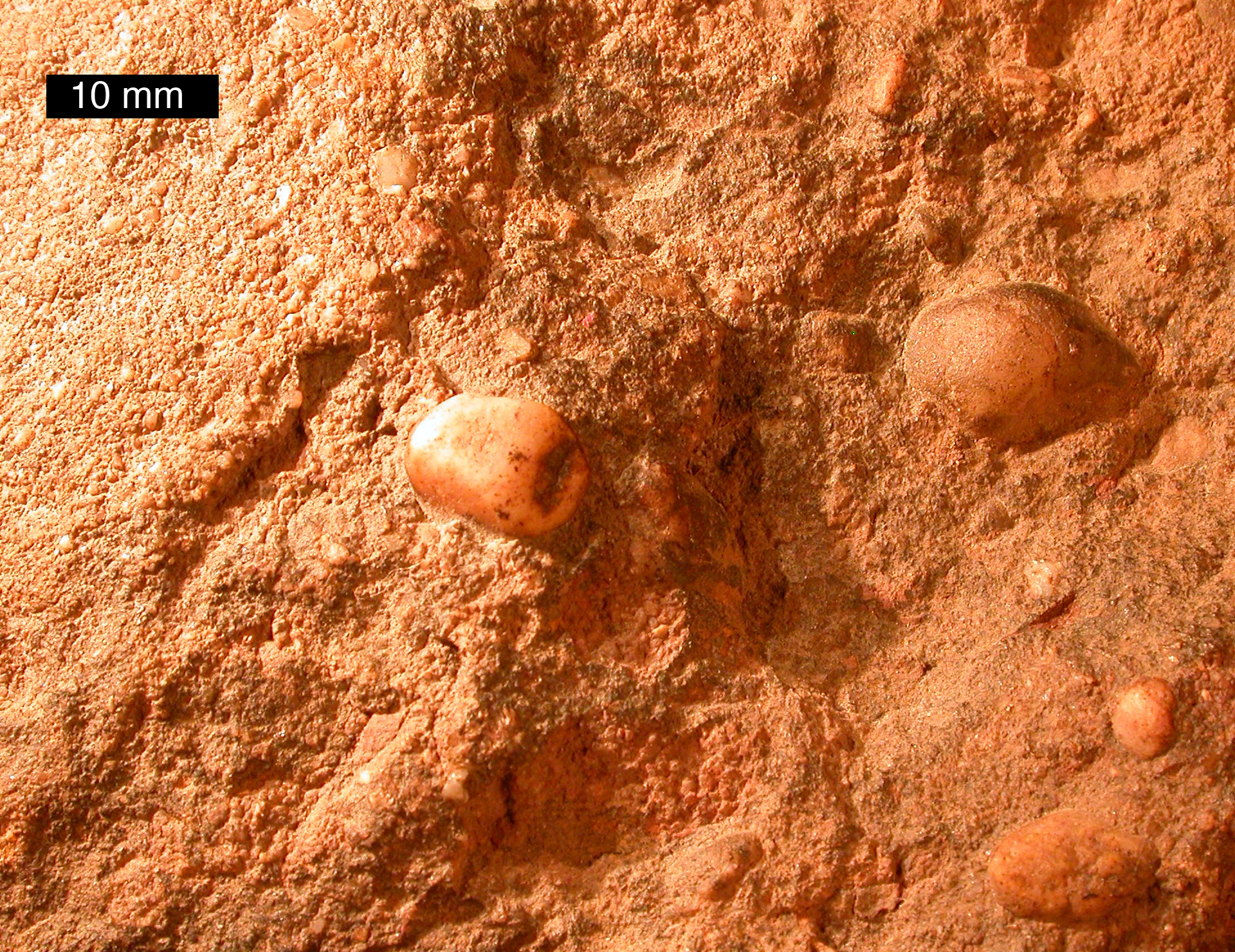
Зразок з кварцовою та кременевою галькою; центральна Англія; довжина линійки — 10 мм

Дре́вній черво́ний піскови́к (англ. Old Red Sandstone, нім. Altrotsandstein m) — потужна, — понад 3000 м, — товща континентальних, переважно червоноколірних порід.
Складена головним чином пісковиками, конґломератами та сланцями. Локалізована у північноатлантичному регіоні. Охоплює переважно девонський період та верхній силур (даунтон). На сході простягається через Велику Британію, Ірландію та Норвегію, а на заході — вздовж східного узбережжя Північної Америки. На північ простягається до Гренландії та Шпіцбергену. Всі ці території були частиною палеоконтиненту Лавразія.